# NGC 2694
NGC 2694 في الفهرس العام الجديد، هي مجرة، تقع في كوكبة الدب الأكبر. اكتشفت في 9 مارس 1850 بواسطة ويليام بارسونز.

## روابط خارجية
- NGC 2694 على موقع ويكي سكاي: DSS2, SDSS, GALEX, IRAS, Hydrogen α, X-Ray, Astrophoto, Sky Map, Articles and images